# أنتوني وول
أنتوني وول (بالإنجليزية: Anthony Wall)‏ هو لاعب غولف بريطاني، ولد في 29 مايو 1975 في كامبرلي في المملكة المتحدة.

## وصلات خارجية
- أنتوني وول على موقع رابطة أوروبا للاعبي الغولف المحترفين (الإنجليزية)
- أنتوني وول على موقع التصنيف العالمي الرسمي للغولف (الإنجليزية)